# Protea rubropilosa
Protea rubropilosa (лат.) — дерево, вид рода Протея (Protea) семейства Протейные (Proteaceae), эндемик Южной Африки.

## Таксономия
Этот вид был впервые описан лесником Джоном Стэнли Бердом в 1958 году. Растение было обнаружено чуть ранее в том же году С. Томпсоном на Уолкберге. Изотип хранится в гербарии Кью.

## Описание
Protea rubropilosa — дерево, достигающее в высоту 8 м, с раскидистой кроной. Ствол перекручен, кора искривлена. Цветёт весной, с сентября по декабрь, с пиком в октябре. Снаружи прицветники сильноопушённые и окрашены в красновато-коричневый цвет. Внутренняя часть прицветников ярко-красного цвета. Цветки меняют цвет от беловатого до ярко-красного. Растение однодомное, в каждом цветке встречаются представители обоих полов.

## Распространение и местообитание
Protea rubropilosa — эндемик Южной Африки. Произрастает на большей части склонов Большого Уступа на северо-востоке Южной Африки, где он встречается в провинциях Мпумаланга и Лимпопо. Распространяется от Уолкберга до Машишинга и вдоль реки Блайд. Растёт на южных склонах, на почвах из песчаника и кварцита, на высоте от 1400 до 2300 м над уровнем моря Встречается на горных лугах вокруг перевала Лонг-Том, на горных вершинах и склонах скал, а также на финбошах северного Большого Уступа.

## Биология
Опыление происходит благодаря птицам. Семена высвобождаются из соцветий через девять-двенадцать месяцев после цветения и разносятся ветром. Семена просто лежат на земле, пока не прорастут, а не хранятся в побегах. Лесные пожары уничтожают взрослые растения, но семена могут выжить.

## Охранный статус
Вид является редким, однако он не находится под угрозой исчезновения, и в своём ареале изобилен. По состоянию на 2019 год общая численность населения считается стабильной. Впервые он был официально признан «редким» в 1980 году, но в 1996 году, когда Южноафриканский национальный ботанический институт впервые оценил этот вид для включения в Красный список южноафриканских растений, статус был изменён на «близкий к уязвимому положению». В 2009 году статус Protea rubropilosa классифицируется как «вызывающий наименьшие опасения» и эта оценка была повторена в 2019 году.